# 4. ročník udílení Critics' Choice Movie Awards
4. ročník udílení Critics' Choice Movie Awards se konal v roce 1999.

## Žebříček nejlepších film
(seřazeno abecedně)
1. Bohové a monstra
2. Jednoduchý plán
3. Královna Alžběta
4. Městečko Pleasantville
5. Tenká červená linie
6. Truman Show
7. Zakázané ovoce
8. Zachraňte vojína Ryana
9. Zamilovaný Shakespeare
10. Život je krásný

## Vítězové
- Nejlepší film: Zachraňte vojína Ryana
- Nejlepší režisér: Steven Spielberg – Zachraňte vojína Ryana
- Nejlepší herec: Ian McKellen – Bohové a monstra a Nadaný žák
- Nejlepší herečka: Cate Blanchettová – Královna Alžběta
- Nejlepší herec ve vedlejší roli: Billy Bob Thornton – Jednoduchý plán
- Nejlepší herečka ve vedlejší roli: Joan Allen – Městečko Pleasantville a Kathy Batesová – Barvy moci
- Nejlepší rodinný film: Život brouka
- Nejlepší animovaný film: Život brouka a Prince egyptský
- Nejlepší cizojazyčný film: Život je krásný (Itálie)
- Nejlepší adaptovaný scénář: Scott Smith – Jednoduchý plán
- Nejlepší původní scénář: Tom Stoppard a Marc Norman – Zamilovaný Shakespeare
- Nejlepší dětský výkon: Ian Michael Smith – Simon Birch